# Saint-Amour-Bellevue
Saint-Amour-Bellevue ist eine französische Gemeinde mit 590 Einwohnern (Stand: 1. Januar 2022) im Département Saône-et-Loire in der Region Bourgogne-Franche-Comté. Sie gehört zum Arrondissement Mâcon und zum Kantons La Chapelle-de-Guinchay. Die Einwohner werden Sanctamoriens genannt.

## Geografie
Saint-Amour-Bellevue liegt in der Landschaft Beaujolais, im Weinbaugebiet Bourgogne; hier wird aus den Trauben vor allem der Crémant de Bourgogne, der Bourgogne Aligoté, der Bourgogne Passetoutgrain und der Bourgogne Grand Ordinaire produziert. Die Appellation Saint-Amour ist als AOC geschützt.
Umgeben wird Saint-Amour-Bellevue von den Nachbargemeinden Saint-Vérand im Norden, Chânes im Osten und Nordosten, La Chapelle-de-Guinchay im Süden sowie Juliénas im Westen.

## Bevölkerungsentwicklung
| Jahr                      | 1962 | 1968 | 1975 | 1982 | 1990 | 1999 | 2006 | 2013 |
| ------------------------- | ---- | ---- | ---- | ---- | ---- | ---- | ---- | ---- |
| Einwohner                 | 514  | 538  | 502  | 455  | 492  | 460  | 524  | 542  |
| Quelle: Cassini und INSEE |      |      |      |      |      |      |      |      |

## Sehenswürdigkeiten
- Kirche Saint-Amour

## Gemeindepartnerschaft
Mit der belgischen Gemeinde Durbuy besteht eine Partnerschaft.